# Katharina Schüttler
Katharina Schüttler, född 20 oktober 1979 i Köln, är en tysk skådespelerska.
Hon har spelat teater vid bland annat Staatstheater Hannover, Schaubühne i Berlin och Deutsches Theater Berlin. Bland hennes roller märks titelrollerna i Friedrich Schillers Jungfrun av Orléans (Staatstheater Hannover, 2004) och Henrik Ibsens Hedda Gabler (Schaubühne, 2006), Cate i Sarah Kanes Blasted (Schaubühne, 2005) och Ulrike i Eugene O'Neills Klaga månde Elektra (Schaubühne, 2006), de tre sistnämnda i regi av Thomas Ostermeier.
På film har hon synts i bland annat Sophiiiie! (2002), Wahrheit oder Pflicht (2005), Es kommt der Tag (2009) och Simon och ekarna  (2011). 2013 spelade hon Greta i den tyska TV-miniserien Krigets unga hjärtan och 2016 var hon med i Ku'damm säsong 1.

## Filmografi i urval
- 2000 – Den inre säkerheten
- 2011 – Simon och ekarna
- 2013 – Krigets unga hjärtan (TV-serie)
- 2016 – Ku'damm 56 (TV-serie)
- 2020 – Kappvändaren (TV-serie)
- 2024 – Signalen (TV-serie)

## Priser
- 2002 – Förderpreis Deutscher Film (för Sophiiiie!)
- 2006 – Günter-Strack-Nachwuchspreis (för Vorsicht Schwiegermutter och Sophiiiie!)
- 2006 – Schauspielerin des Jahres (för Hedda Gabler)
- 2006 – Deutscher Theaterpreis Faust (för Hedda Gabler)
- 2010 – Bayerischer Filmpreis, Beste Nachwuchsdarstellerin (för Es kommt der Tag)
- 2010 – Ulrich-Wildgruber-Preis[2]